# Erstein (sucrerie)
Cet article concerne l’entreprise sucrière. Pour la commune, voir Erstein.
 (juillet 2016).
Erstein est une entreprise de fabrication et de commercialisation de sucre de betterave fondée en 1893, dont l'usine est située dans la ville éponyme, dans le département du Bas-Rhin.
Elle appartient au groupe Cristal Union. A l'automne 2018, l'usine produisait 1 050 tonnes de sucre par jour. En avril 2019, elle est touchée par un plan de restructuration, alors que la fin des quotas sur le sucre a entraîné une baisse des prix : 70 emplois sur 190 sont menacés.

## Origines
Au début du XIXe siècle, l'Alsace est la première région française à cultiver la betterave à sucre et compte déjà nombre de sucreries. La « sucrerie alsacienne » (Elsässische Zuckerfabrik) d’Erstein est fondée en 1893 par Hugo Zorn von Bulach (fils de François Zorn von Bulach), sous-secrétaire d'Etat à l'agriculture, ainsi que par des industriels et des agriculteurs.

## De la betterave au sucre
À leur arrivée, les betteraves sont triées, lavées et coupées en cossettes (sorte de lamelles). Celles-ci sont alors chauffées dans un grand tube de 5,60 mètres de diamètre et 40 mètres de long. Il en ressort un jus contenant environ 15 % de sucre. Le jus est ensuite filtré par chaulage et carbonisation avant d’être concentré et transformé en un sirop contenant 65 % de saccharose. Le sirop est alors cuit et transformé en sucre cristallisé. Arrive enfin la phase du raffinage et du conditionnement en sucre en morceaux, en buchettes, semoule, glace…